# Smeringurus
Genre
Smeringurus est un genre de scorpions de la famille des Vaejovidae.

## Distribution
Les espèces de ce genre se rencontrent aux États-Unis en Californie, au Nevada et en Arizona et au Mexique au Sonora et en Basse-Californie.

## Liste des espèces
Selon The Scorpion Files (29/08/2020) :
- Smeringurus aridus (Soleglad, 1972)
- Smeringurus grandis (Williams, 1970)
- Smeringurus mesaensis (Stahnke, 1957)
- Smeringurus vachoni (Stahnke, 1961)

## Publication originale
- Haradon, 1983 : « Smeringurus, a new subgenus of Paruroctonus Werner (Scorpiones, Vaejovidae). » The Journal of Arachnology, vol. 11, no 2, p. 251–270 (texte intégral).